# El Tiempo - Cámara de Comercio de Bogotá (estación)
La estación sencilla El Tiempo - Cámara de Comercio de Bogotá forma parte del sistema de transporte masivo de Bogotá, TransMilenio, inaugurado en el año 2000.

## Ubicación
Está ubicada en el occidente de la ciudad, sobre la Avenida El Dorado entre carreras 68B y 69. Se accede a ella a través de un puente peatonal ubicado sobre la Carrera 68B.
Atiende la demanda de los barrios Ciudad Salitre Occidental, Jardín Botánico y sus alrededores.
En sus cercanías están la sede principal de la Casa Editorial El Tiempo, el Centro Social de Agentes de la Policía Nacional, Caprecom, el Centro Comercial Plaza Claro, la Cámara de Comercio de Bogotá, el Centro Comercial Salitre Plaza, el Centro Interactivo de Tecnología Maloka y el Colegio Agustiniano Ciudad Salitre.

## Origen del nombre
La estación recibe su nombre del diario El Tiempo, que por varias décadas ha tenido su planta de Bogotá en la zona del Salitre. Inicialmente iba a recibir el nombre de «Maloka». Finalmente se optó por nombrar a esta estación con ambos nombres: «El Tiempo – Maloka». Sin embargo, en el marco del plan que tiene la empresa TransMilenio para buscar aliados comerciales, en enero de 2024 se reemplazó el texto «Maloka» por «Cámara de Comercio de Bogotá».

## Historia
Esta estación hace parte de la Fase III de TransMilenio que empezó a construirse a finales de 2009 y, después de varias demoras relacionadas con casos de corrupción, fue inaugurada el 1 de octubre de 2012.

## Servicios de la estación

### Servicios troncales
| Tipo                                | Rutas al Oriente | Rutas al Occidente | Rutas al Norte | Rutas al Sur |
| ----------------------------------- | ---------------- | ------------------ | -------------- | ------------ |
| Ruta fácil                          | 1                | 1                  |                |              |
| Expresos todo el día todo el día    |                  | K43 K54            |                | G43 H54      |
| Expresos lunes a sábado todo el día |                  | K16 K23            | B16 B23        |              |

### Servicios duales
| Tipo                             | Rutas al Norte | Rutas al Occidente |
| -------------------------------- | -------------- | ------------------ |
| Dual lunes a domingo todo el día | M86            | K86                |

### Esquema
| ← Occidente    |           |  |             |
| 1K54K86        | K16K23K43 |  | Carrera 68B |
| Vagón 2        | Vagón 1   |  | Puente      |
| ← Ciclorruta → |           |  | Puente      |
| Vagón 4        | Vagón 3   |  | Puente      |
| B16B23G43      | 1H54M86   |  | Carrera 68B |
| Oriente →      |           |  |             |

### Servicios urbanos
Así mismo funcionan las siguientes rutas urbanas del SITP en los costados externos a la estación, circulando por los carriles de tráfico mixto sobre la Avenida Eldorado, con posibilidad de trasbordo usando la tarjeta TuLlave:
| Código | Sector                        | Dirección                 | Rutas                                   |
| ------ | ----------------------------- | ------------------------- | --------------------------------------- |
| 378A06 | K Estación El Tiempo - Maloka | Av. Eldorado - KR 68D     | A127A153B309K102K206K211L149 12 60 P500 |
| 371A05 | K Estación El Tiempo - Maloka | Av. Eldorado - KR 68B Bis | C102C127C149C153D206D211K309 12 60 P500 |

## Ubicación geográfica
| Noroeste: K Avenida Rojas - UNISALESIANA | Norte: D Ferias      | Nordeste: Engativá            |
| Oeste: Fontibón                          |                      | Este: N Calle 53              |
| Suroeste: Fontibón                       | Sur: N Av. Esperanza | Sureste: K Salitre - El Greco |